# قسم تشغاخور الريفي (مقاطعة بروجن)
قسم تشغاخور الريفي (بالفارسية: دهستان چغاخور) هي منطقة ريفية تقع في إيران في ناحية بلداجي. يقدر عدد سكانها بـ 8,119 نسمة .